# Gorni Kramer
Gorni Kramer (22 de julio de 1913 – 26 de octubre de 1995) fue un director de orquesta, compositor, contrabajista, productor discográfico y arreglista de nacionalidad italiana.
Conocido rostro televisivo, fue autor de centenares de canciones, de las cuales 1057 constan en la Sociedad Italiana de Autores y Editores (Siae) como de "Kramer Gorni" y 177 como de "Francesco Gorni".

## Biografía
Nacido en Rivarolo Mantovano, Italia, su nombre completo era Francesco Kramer Gorni. 
Gorni Kramer se interesó por la música en su niñez, cuando todavía era llamado Franco, gracias a su padre, un músico. El primer instrumento que aprendió fue el acordeón, con el que empezó a tocar, siendo todavía niño, en la orquesta de su padre.

### Conservatorio
En 1930 se diplomó en contrabajo en el Conservatorio de Parma. En sus inicios trabajó como músico en diferentes orquestas de baile, y en 1933, con apenas veinte años de edad, formó un grupo propio con el cual tocaba jazz. El nuevo género musical estadounidense fue prohibido por el régimen fascista, pero Gorni Kramer pudo conocerlo gracias a amigos de la orquesta que habían trabajado en trasatlánticos que viajaban entre Europa y América.
A partir de mediados de los años 1930, Gorni Kramer se confirmó como compositor de canciones. Suya fue la música de Crapa pelada, con texto de Tata Giacobetti, interpretada con éxito en 1936 por Alberto Rabagliati. En 1939 compuso Pippo non lo sa, uno de las piezas más famosas del Trio Lescano. A pesar de la popularidad de esas canciones, Gorni Kramer y su orquesta continuaron siendo ignorados por el Ente Italiano per le Audizioni Radiofoniche (EIAR), que le boicoteba por tocar jazz.
Durante la Segunda Guerra Mundial, colaboró con el cantante Natalino Otto, otro artista prohibido en la radio por sus interpretaciones de género swing. Kramer fue el autor de Ho un sassolino nella scarpa, uno de los grandes éxitos de Natalino Otto. En esos años inició también una larga colaboración con el Quartetto Cetra, para los que escribió el texto italiano de la famosísima Old MacDonald Had a Farm, así como las canciones In un palco della Scala, Donna y Concertino.
Además de su faceta artística, Gorni Kramer fue masón, formando parte de la Gran Loggia d'Italia degli Alam.

### Comedia musical
En 1949 Gorni Kramer conoció a Pietro Garinei y Sandro Giovannini, y durante todos los años 1950 compuso música para las comedias musicales de los autores, todas de gran éxito e interpretadas por grandes artistas como Renato Rascel y Walter Chiari. Entre las numerosas producciones pueden destacarse Gran Baldoria, Attanasio cavallo vanesio, Alvaro piuttosto corsaro, Buonanotte Bettina, Un paio d'ali y Un mandarino per Teo. De estos espectáculos surgieron canciones célebres como Un bacio a mezzanotte, Non so dir ti voglio bene, Merci beaucop, Un po' di cielo, Domenica è sempre domenica, Chèrie, Simpatica y Soldi, soldi, soldi.

### Actividad discográfica
Gorni Kramer fue, junto a Mario Trevisan, fundador de la casa discográfica Combo Record, sello que lanzó, entre otros artistas, a Tony Renis y Riz Samaritano.

### Televisión
Su debut en la televisión llegó en 1954 con Nati per la Musica, junto a Lelio Luttazzi; más adelante participó en Voci e volti della fortuna, pero uno de sus mayores éxitos fue probablemente Il Musichiere, programa presentado por Mario Riva en el cual el músico participaba con su orquesta.
Otros programas en los que trabajó fueron Buone vacanze (con el Quartetto Cetra, Jula de Palma, Johnny Dorelli y otros), Giardino d'inverno, Leggerissimo, Quelli della domenica y La domenica è un'altra cosa. Durante uno de los programas de entretenimiento criticó a The Beatles, afirmando que al cabo de 20 años el grupo estaría olvidado, declaraciones que demostraban una visión musical muy limitada y restringida al medio televisivo.
Hacia mediados de los años 1960, Gorni Kramer se retiró progresivamente de la escena, pero continuó trabajando en el ámbito musical como editor y autor para la televisión, participando ocasionalmente como invitado, como por ejemplo en le primer programa de Milleluci (1974), de Antonello Falqui, homenaje a la historia de la radio, con presentación de Mina Mazzini y Raffaella Carrà.
En 1978, Kramer fue el protagonista de Kappadue, programa televisivo en dos episodios dirigido por Vito Molinari en el cual grandes músicos recorrían su carrera junto a artistas afines, como Caterina Valente, Marcello Marchesi, el Quartetto Cetra o Sandra Mondaini.
El 27 de septiembre de 1991 la RAI, con ocasión de los cincuenta años de carrera del artista, le dedicó un programa titulado Merci Beaucoup Gorni Kramer, que fue presentado por Gianni Minà y Elisabetta Gardini, con invitados como Franco Cerri, Nicola Arigliano, Ladri di Biciclette y Rossana Casale.
Gorni Kramer falleció en 1995 en Milán, Italia, a causa de un infarto agudo de miocardio.

## Programas radiofónicos
- 1949 : Kramer e la sua orchestra, con los cantantes Claudio Parola, Flo Sandon's y Vittorio Paltrinieri
- 1953-1954 : Nati per la musica, con los cantantes Jula de Palma, Teddy Reno y Quartetto Cetra
- 1965 : Attenti al ritmo, presentado por Mike Bongiorno, dirección de Pino Gilioli

## Selección de su discografía

### 78 RPM
- 1936 : Dimmi di si/Voglio da te una foto (Fonit, 7488)
- 1953 : Toni me toca/Tic ti-Tic ta (Odeon, TW 4057)

### 45 RPM
- 1958 : Gelosia/Mi dolor (Fonit Cetra, SP 30370)
- 1958 : Una notte a Granada/La samba del villaggio (Combo Record, 5010)
- 1958 : Domenica è sempre domenica/Simpatica (Combo Record, 5059; con Mario Riva)
- 1959 : You Are My Destiny/Hey, Jealous Lover (Combo Record, 5226)
- 1959 : Mio zio/Non cercar (di capir l'amore) (Combo Record, 5237)
- 1959 : Serenella/Fatalona (Combo Record, 5256; con Paolo Bacilieri)

### EP
- 1958 : Night Club (Odeon, MSEQ 35120)

### 33 RPM
- 1953 : Parata di successi n° 5 (Fonit, LP 105; con Nino Impallomeni, Alberto Semprini y Armando Sciascia)
- 1953 : Parata di successi n° 6 (Fonit, LP 106; con Nino Impallomeni, Alberto Semprini y Armando Sciascia)
- 1966 : Celebri tanghi (Combo Record, LP 20044)
- 1974 : Il re della fisarmonica (Combo Record, LP 20137)

### CD
- 1996 : Gorni Kramer con i suoi Solisti & The Three Niggers of Broadway - Vol. I (Riviera Jazz Records, RJR CD 002)
- 1997 : Gorni Kramer con i suoi Solisti, The Three Niggers of Broadway e William Righi e il suo Nuovo Stile - Vol. II (Riviera Jazz Records, RJR CD 003)
- 2003 : Gorni Kramer, i suoi Solisti e i Tre Negri - Vol. III (Riviera Jazz Records, RJR CD 008)
- 2005 : Gorni Kramer, i suoi Solisti, Orchestra Circolo Ambasciata, The Three Niggers of Broadway - Vol. IV (Riviera Jazz Records, RJR CD 011)
- 2006 : The Smile of Swing (Twilight Music#CD - Serie Via Asiago 10, TWI CD AS 06 26)

## Filmografía
- 1951 : Il microfono è vostro, de Giuseppe Bennati
- 1958 : Domenica è sempre domenica, de Camillo Mastrocinque
- 1958 : Come te movi, te fulmino!, de Mario Mattoli
- 1960 : Un mandarino per Teo, de Mario Mattoli

## Comedias musicales
- 1952 : Attanasio cavallo vanesio, de Pietro Garinei y Sandro Giovannini
- 1953 : Alvaro piuttosto corsaro, de Garinei y Giovannini
- 1954 : Giove in doppiopetto, de Garinei y Giovannini
- 1954 : Tobia candida spia, de Garinei y Giovannini
- 1955 : La granduchessa e i camerieri, de Garinei y Giovannini
- 1956 : Buona notte Bettina, de Garinei y Giovannini
- 1956 : Carlo non farlo, de Garinei y Giovannini
- 1957 : L'adorabile Giulio, de Garinei y Giovannini
- 1957 : Un paio d'ali, de Garinei y Giovannini
- 1958 : Un trapezio per Lisistrata, de Garinei y Giovannini
- 1960 : Un mandarino per Teo, de Garinei y Giovannini
- 1961 : Delia Scala Show, de Garinei y Giovannini

## Revistas
- 1950 : Black and White, de Garinei y Giovannini
- 1951 : Gran baldoria, de Garinei y Giovannini
- 1952 : Gran baraonda, de Garinei y Giovannini
- 1953 : Made in Italy, de Garinei y Giovannini

## Premios
- 1991 : Gran Oficial de la Orden al Mérito de la República Italiana[3]